# بابی استیر
بابی استیر (انگلیسی: Bobby Astyr؛ ۱۴ نوامبر ۱۹۳۷ – ۷ آوریل ۲۰۰۲) بازیگر پورنوگرافی اهل ایالات متحده آمریکا بود. پیش از ورود به پورنوگرافی، استیر موسیقیدان بود.